# Landkreis Konstanz
Landkreis Konstanz er en landkreis i den tyske delstat Baden-Württemberg. Den hører til Region Hochrhein-Bodensee i Regierungsbezirk Freiburg. Den grænser mod nord til Landkreis Tuttlingen, mod nordøst til Landkreis Sigmaringen, mod øst til Bodenseekreis og søen Bodensee, mod syd til den Schweiziske Kanton Thurgau, mod vest til Kanton Schaffhausen, ligeledes i Schweiz, og mod nordvest til Schwarzwald-Baar-Kreis.

## Geografi
Landkreis Konstanz ligger til dels i landskabet Hegau, der regnes for en del af Voralpenområdet. Administrationsbyen Konstanz ligger ved den sydøstlige udkant af landkreisen ved Bodensee, der her går over i Untersee. Landskabet mellem Untersee og Überlinger See kaldes Bodanrück. Til området hører også øerne Reichenau (selvstændig kommune) og Mainau (del af byen Konstanz).
Der er omkring 456 navngivne byer, landsbyer og bebyggelser i landkreisen

## Byer og kommuner
Kreisen havde 285325 indbyggere pr. 2018-12-31

| Byer 1. Aach (2296) 2. Engen (10796) 3. Konstanz, Große Kreisstadt (84760) 4. Radolfzell am Bodensee, Große Kreisstadt (31203) 5. Singen (Hohentwiel), Große Kreisstadt (47723) 6. Stockach (17114) 7. Tengen (4584) | Kommuner 1. Allensbach (7087) 2. Bodman-Ludwigshafen (4655) 3. Büsingen am Hochrhein (1491) 4. Eigeltingen (3843) 5. Gaienhofen (3480) 6. Gailingen am Hochrhein (2852) 7. Gottmadingen (10656) 8. Hilzingen (8754) 9. Hohenfels (2038) 10. Moos (3243) 11. Mühlhausen-Ehingen (3873) 12. Mühlingen (2482) 13. Öhningen (3671) 14. Orsingen-Nenzingen (3519) 15. Reichenau (5307) 16. Rielasingen-Worblingen (11946) 17. Steißlingen (4838) 18. Volkertshausen (3114) |

## Eksterne kilder og henvisninger
1. ↑   Statistisches Landesamt Baden-Württemberg – Bevölkerung nach Nationalität und Geschlecht am 31. Dezember 2018 (CSV-Datei)

- Wikimedia Commons har flere filer relateret til Landkreis Konstanz
- Offizielle Internetseite des Landkreises
- Umfangreiche Sammlung von Aufsätzen zur Geschichte des Landkreises Arkiveret 10. oktober 2007 hos  Wayback Machine
- Landkreis Konstanz på Curlie (som bygger videre på Open Directory Project)

47°49′00″N 8°53′00″Ø / 47.816666666667°N 8.8833333333333°Ø